# Theo Stirnimann
Theo Stirnimann (Berna, 16 luglio 1994) è un giocatore di football americano svizzero che gioca nel ruolo di tight end per gli Helvetic Mercenaries.

## Palmarès
- 2 Swiss Bowl (Bern Grizzlies, 2016, 2022)